# Калютрон

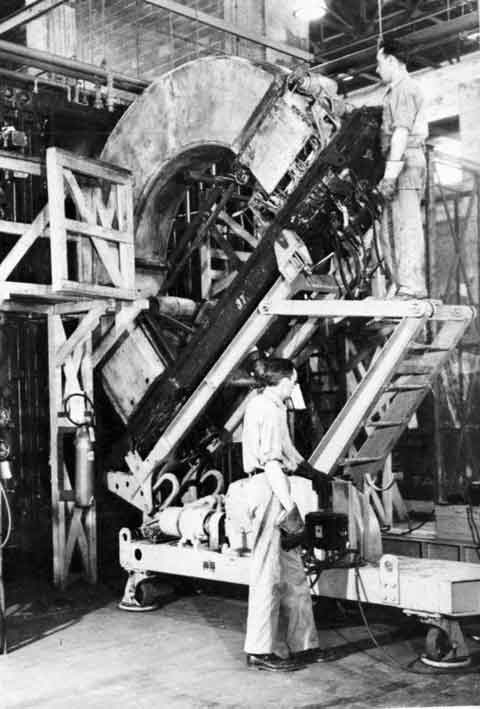
Альфа-калютронний резервуар, знятий з магніту для відновлення урану-235

Калютрон (англ. Calutron) — мас-спектрометр, спочатку розроблений і використовувався для розділення ізотопів урану. Був розроблений Ернестом Лоуренсом під час Манхеттенського проекту і базувався на його попередньому винаході, циклотроні. Його назва походить від циклотрона Каліфорнійського університету на честь закладу Лоуренса, Каліфорнійського університету, де він був винайдений. Калютрони використовувалися на промисловому заводі зі збагачення урану Y-12 на інженерному заводі Клінтона в Оук-Ридж, штат Теннессі. Вироблений збагачений уран був використаний в атомній бомбі Little Boy, яка була підірвана над Хіросімою 6 серпня 1945 року.
Калютрон — це тип секторного мас-спектрометра, прилад, у якому зразок іонізується, а потім прискорюється електричними полями та відхиляється магнітними полями. Іони зрештою стикаються з пластиною і виробляють вимірний електричний струм. Оскільки іони різних ізотопів мають однаковий електричний заряд, але різну масу, важчі ізотопи менше відхиляються магнітним полем, у результаті чого пучок частинок розділяється на кілька пучків за масою, які вражають пластину в різних місцях. Масу іонів можна розрахувати за напруженістю поля та зарядом іонів. Під час Другої світової війни були розроблені калютрони, які використовували цей принцип для отримання значних кількостей високочистого урану-235, використовуючи невелику різницю мас між ізотопами урану.
Від електромагнітної сепарації для збагачення урану в післявоєнний період відмовилися на користь складнішого, але ефективнішого методу газодифузії. Хоча більшість калютронів Манхеттенського проекту було демонтовано наприкінці війни, деякі залишилися у використанні для виробництва ізотопно збагачених зразків природних елементів для військових, наукових і медичних цілей.

## Витоки
Новини про відкриття ядерного поділу німецькими хіміками Отто Ганом і Фріцем Штрассманом у 1938 році та його теоретичне пояснення Лізою Майтнер і Отто Фрішем були привезені до Сполучених Штатів Нільсом Бором. Ґрунтуючись на своїй рідко-крапельній моделі ядра, він припустив, що саме ізотоп урану-235, а не більш поширений уран-238, головним чином відповідає за поділ тепловими нейтронами. Щоб перевірити це, Альфред О. К. Нієр з Університету Міннесоти використав мас-спектрометр для створення мікроскопічної кількості збагаченого урану-235 у квітні 1940 року. Тоді Джон Р. Даннінг, Арістід фон Гроссе та Юджин Т. Бут змогли підтвердити, що Бор мав рацію. Невдовзі Лео Сілард і Уолтер Зінн підтвердили, що за один поділ виділяється більше одного нейтрона, що робить майже впевненим, що ланцюгова ядерна реакція може бути ініційована, а отже, розробка атомної бомби є теоретичною можливістю. Існували побоювання, що німецький проект атомної бомби буде розроблений першим, особливо серед вчених, які були біженцями з нацистської Німеччини та інших фашистських країн.

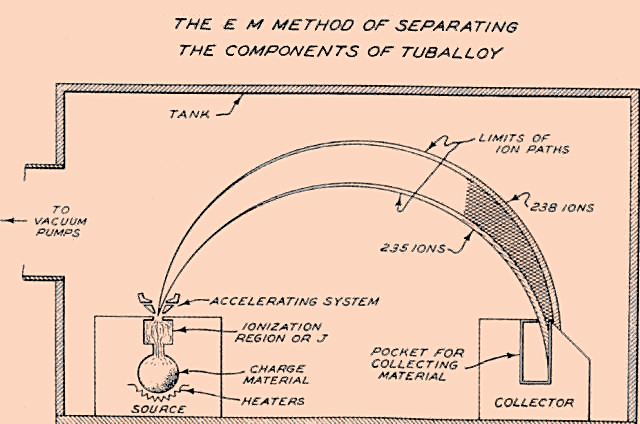
Схема розділення ізотопів урану в калютроні

Австралійський фізик Марк Оліфант в Університеті Бірмінгема в Британії доручив двом фізикам-біженцям — Отто Фрішу та Рудольфу Паєрлсу — дослідити можливість створення атомної бомби, за іронією долі, тому що їхній статус інопланетян-супротивників не дозволяв їм працювати над секретними проектами, такими як радар. Їхній меморандум Фріша-Пайерлза від березня 1940 року показав, що критична маса урану-235 була в межах порядку величини 10 кг, що було досить мало, щоб перевезти його тодішній бомбардувальник. Потім Британський комітет Мод одноголосно рекомендував продовжити розробку атомної бомби. Велика Британія запропонувала надати Сполученим Штатам доступ до своїх наукових досліджень, тому Джон Кокрофт з місії Tizard проінформував американських вчених про британські розробки. Він виявив, що американський проект був меншим за британський і не настільки просунутим.

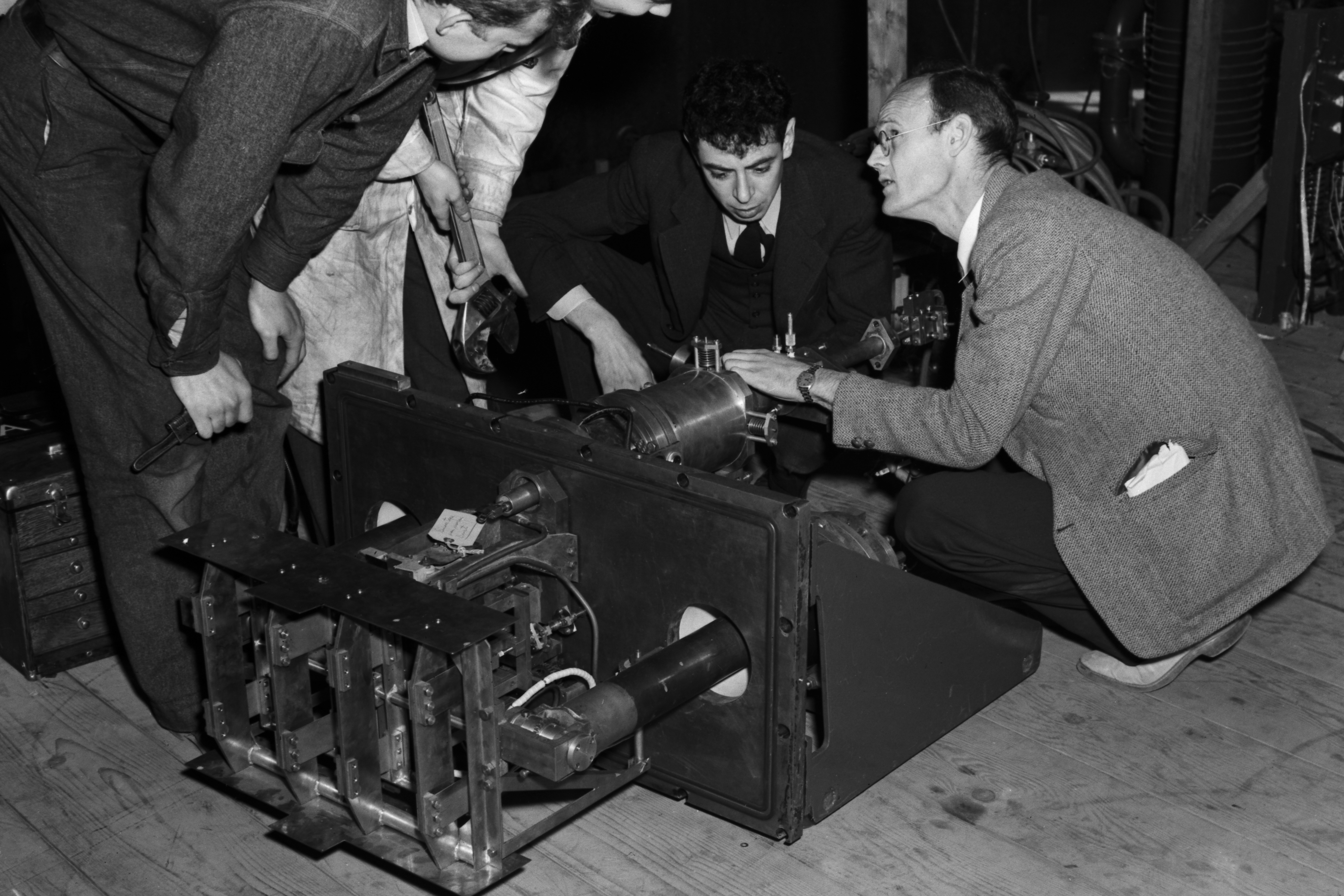
Френк Оппенгеймер (у центрі справа) і Роберт Торнтон (праворуч) досліджують випромінювач із 4 джерелами для покращеного калютрона Альфа.

.37-дюймовий циклотрон у Берклі було демонтовано 24 листопада 1941 року, а його магніт використано для створення першого калютрона. Його назва походить від Каліфорнійського університету та циклотрону. Робота спочатку фінансувалася Радіаційною лабораторією з власних ресурсів, а Дослідницька корпорація надала грант у розмірі 5000 доларів США. У грудні Лоуренс отримав грант у розмірі 400 000 доларів від Уранового комітету S-1. Калютрон складався з джерела іонів у формі коробки з щілиною в ній і гарячими нитками всередині. Чотирихлористий уран був іонізований ниткою, а потім пропущений через 1,0 на 50,8 мм, у вакуумну камеру. Потім магніт використовувався для відхилення пучка іонів на 180°. Збагачені і збіднені пучки йшли в колектори.
Коли калютрон вперше запрацював 2 грудня 1941 року, всього за кілька днів до нападу Японії на Перл-Харбор, який ввів Сполучені Штати в Другу світову війну, колектор отримав інтенсивність пучка урану 5 мікроампер (мкА). Припущення Лоуренса про вплив молекул повітря у вакуумній камері підтвердилося. Дев'ятигодинний запуск 14 січня 1942 року з променем 50 мкА дав 18 мікрограмів (мкг) урану, збагаченого до 25 % урану-235, приблизно в десять разів більше, ніж виробив Nier. До лютого вдосконалення техніки дозволило генерувати промінь 1400 мкА. Того місяця 75 мкг зразків, збагачених до 30 %, були відправлені до Великої Британії та Металургійної лабораторії в Чикаго.
Інші дослідники також досліджували електромагнітне розділення ізотопів. У Прінстонському університеті група під керівництвом Генрі Д. Сміта та Роберта Р. Вілсона розробила пристрій, відомий як ізотрон. Використовуючи клістрон, вони змогли розділити ізотопи за допомогою електрики високої напруги, а не магнетизму. Роботи тривали до лютого 1943 року, коли, зважаючи на більший успіх калютрона, роботу було припинено, а команду було переведено на інші завдання. У Корнельському університеті група під керівництвом Ллойда П. Сміта, до складу якої входили Вільям Е. Паркінс і А. Теодор Форрестер, розробила радіальний магнітний сепаратор. Вони були здивовані тим, що їхні промені були більш точними, ніж очікувалося, і, як і Лоуренс, дійшли висновку, що це було результатом стабілізації променя повітрям у вакуумній камері. У лютому 1942 року їхню команду об'єднали з командою Лоуренса в Берклі.

## Дослідження
Хоча було продемонстровано, що процес працює, все одно знадобилися значні зусилля, перш ніж прототип можна було випробувати в польових умовах. Лоуренс зібрав команду фізиків для вирішення проблем, включаючи Девіда Бома, Едварда Кондона, Дональда Куксі, А. Теодора Форрестера, Ірвінга Ленгмюра, Кеннета Росса Маккензі, Френка Оппенгеймера, Дж. Роберта Оппенгеймера, Вільям Е. Паркінс, Бернард Пітерс і Джозеф Слепян. У листопаді 1943 року до них приєдналася британська місія на чолі з Оліфантом, до складу якої входили колеги-австралійські фізики Гаррі Мессі та Ерік Берхоп, а також британські фізики, такі як Джоан Керран і Томас Аллібон.

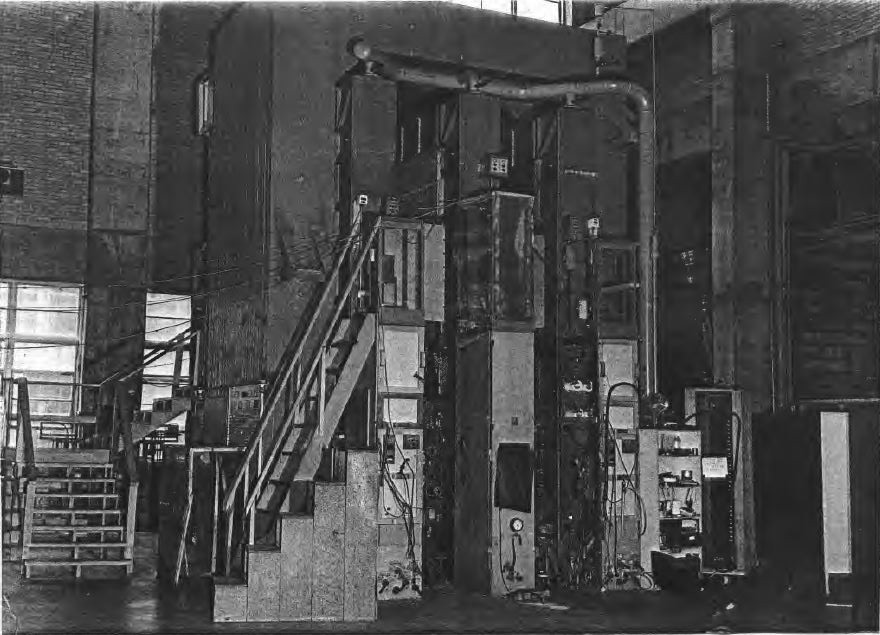
Підрозділ розробки XAX в Оук-Рідж використовувався для досліджень, розробки та навчання.

У Лоуренса в Берклі будувався великий циклотрон, один із 470 см, магніт. Це було перетворено на калютрон, який увімкнули вперше 26 травня 1942 року. Як і 37-дюймова версія, вона виглядала як гігантська C, якщо дивитися зверху. Оператор сидів у відкритому кінці, звідки можна було регулювати температуру, регулювати положення електродів і навіть замінювати компоненти через шлюз під час роботи. Новий, більш потужний калютрон використовувався не для виробництва збагаченого урану, а для експериментів із кількома джерелами іонів. Це означало мати більше колекторів, але це в рази збільшило пропускну здатність.

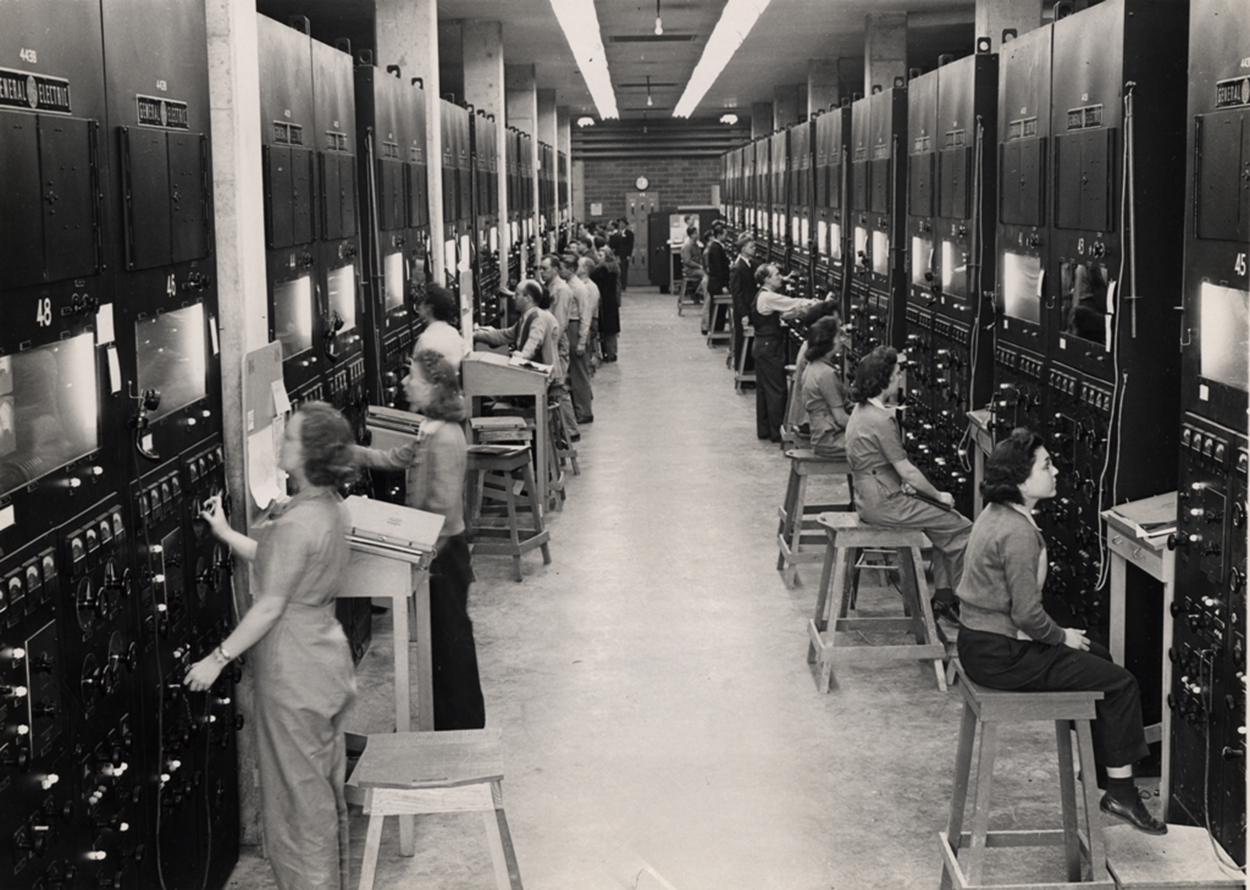
Панелі керування та оператори для калютронів на заводі Y-12 в Оук Ридж. Оператори, переважно жінки, працювали позмінно 24 години на добу.

## Дизайн
Значну частину великого прогресу в електромагнітному процесі можна віднести до стилю керівництва Лоуренса. Його сміливість, оптимізм і ентузіазм були заразливі. Його співробітники працювали багато годин, а адміністратори Каліфорнійського університету прорізали бюрократичну тяганину, незважаючи на те, що вони не знали, про що йде мова. Урядові чиновники почали розглядати розробку атомних бомб, щоб вчасно вплинути на результат війни, як справжню можливість. Ванневар Буш, директор OSRD, який наглядав за проектом, відвідав Берклі в лютому 1942 року і знайшов там атмосферу «стимулюючою» та «освіжаючою». 9 березня 1942 року він доповів президенту Франкліну Д. Рузвельту, що можна було б виготовити достатньо матеріалу для бомби до середини 1943 року, ґрунтуючись на нових оцінках Роберта Оппенгеймера про те, що критична маса сфери чистого урану-235 становила від 2,0 до 2,5 кілограмів.